# Bioelectromagnetism
Bioelectromagnetismul se referă la studiul fenomenelor electrice, electromagnetice și magnetice ce se produc în țesuturile biologice. Aceste fenomene includ:
- Reacțiile țesuturilor excitabile
- Potențiale și curenți electrici în volum conductor
- Câmpul magnetic de pe corp și din afara lui
- Răspunsul celulelor excitabile la stimuli în câmpuri electrice și magnetice

- Proprietățile intrinseci electrice și magnetice ale țesutului

Este important să se facă distincție intre conceptul de bioelectromagnetism și cel de electronică medicală; primul se referă la fenomenele bioelectrice, bioelectromagnetice și biomagnetice și metodologia măsurătorilor și stimulărilor, pe când cel de-al doilea concept se referă la dispozitivele efective folosite în acest scop. 
Prin definiție bioelectromagnetismul este un domeniu interdisciplinar deoarece implică asocierea științelor inginerești cu fizica, științele naturii, biologie, medicina sau mediu. Domeniile de studiu includ producerea câmpurilor electrice sau electromagnetice de către celule, țesuturi și organisme vii incluzând bacteriile electroluminescente; de exemplu, potențialul de membrană al unei celule și curenții electrici din nervi și mușchi ca rezultat al potențialului de acțiune. Alte arii de studiu includ orientarea animalelor folosind câmpurile geomagnetice; efectele posibile ale surselor umane de câmp electromagnetic precum telefoanele mobile, și dezvoltarea unor noi terapii pentru remedierea acestor efecte. Termenul poate fi folosit și cu referire la capacitatea unor celule vii, țesuturi și organisme de a produce câmpuri electrice și reacțiile celulelor la câmpurile electromagnetice.

## Fenomene biologice

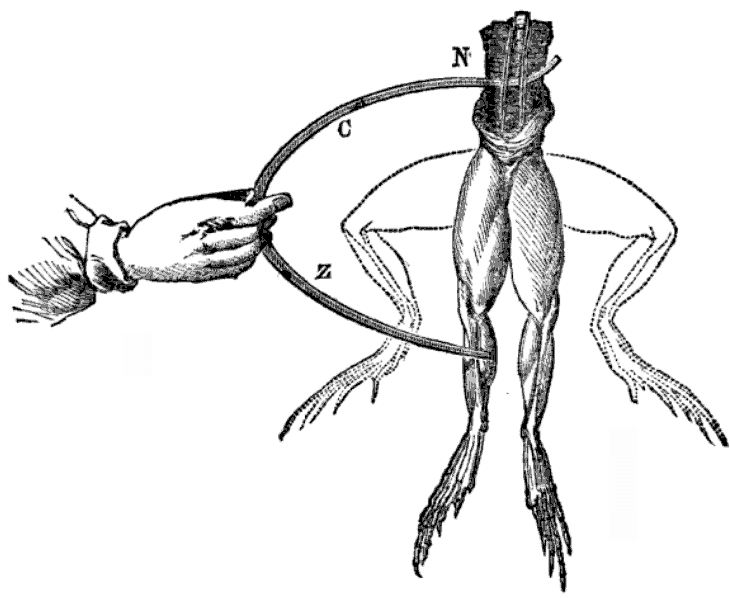
Experimentul de stimulare a mușchiului unei broaște efectuat de Luigi Galvani. Reacția electrochimică creată de două metale, zinc (Z) şi cupru (C) într-un arc bimetal, în contact cu electroliți dintr-un țesut muscular. Se produce astfel un curent electric stimulativ ce declanșează contracții musculare.

Manifestări electrice de scurtă durată numite potențiale de acțiune se produc în câteva tipuri de celule animale numite celule excitabile, categorie de celule ce include neuroni, celule musculare, celule endocrine și câteva celule vegetale. aceste potențiale de acțiune sunt folosite pentru a facilita comunicarea intercelulara și activarea proceselor intracelulare. Aceste fenomene fiziologice ale potențialului de acțiune sunt posibile datorită canalelor ionice dependente electric ce permit echilibrarea potențialului produs de gradientul electrochimic pe ambele părți ale membranei celulare.
Păsările migratoare călătoresc folosindu-se parțial prin orientare față de liniile câmpului magnetic terestru, în timp ce alte viețuitoare, de regulă marine, dețin senzori specializați care le creează un anume simț de detectare a câmpurilor electrice. O utilizare extremă a electromagnetismului la animale se manifestă la țiparul electric care poate genera o descărcare electrică foarte puternică în afara corpului său pentru a se apăra sau pentru a paraliza prada, realizând acest lucru folosind așa-numitul organ electric.
Bioelectromagnetismul este studiat în principal prin tehnici din electrofiziologie. La sfârșitul secolului 18, medicul și fizicianul italian Luigi Galvani a descoperit fenomenul în timpul disecției unei broaște pe o masă pe care realizase anterior experimente în electricitate statică.  Galvani a introdus atunci termenul de "electricitate animală" pentru a descrie fenomenul, în timp ce contemporanii săi l-au denumit galvanism. Galvani și contemporanii săi considerau activarea mușchilor ca efect al unui fluid electric sau a unei substanțe din nerv.
Primul semnal biomagnetic, magnetocardiograma (MCG), a fost detectat de Gerhard M. Baule si Richard McFee in 1963 folosind un magnetometru cu bobină de inducție. Magnetometrul consta dintr-o bobină cu două milioane de spire de cupru înfășurate pe un miez de ferită. În plus față de bobina detectoare, amplasată deasupra inimii, ei au folosit și o bobină identică, legată în serie cu prima dar amplasată lateral. Cele două bobine erau în opoziție ceea ce facilita anularea câmpurilor magnetice distante ce proveneau din alte surse. O remarcabilă creștere a senzitivității măsurătorilor biomagnetice a fost obținută prin utilizarea dispozitivelor supraconductoare numite SQUID (Superconducting QUantum Interference Device)